# António José Saraiva
António José Saraiva (Leiria, Leiria, 31 de dezembro de 1917 – Lapa, Lisboa, 17 de março de 1993) foi um Professor 'Emeritus' e Historiador de literatura portuguesa.

## Biografia
Nasceu a 31 de dezembro de 1917 na Calçada de Santo Estêvão, na cidade, freguesia e concelho de Leiria. Era o segundo de sete filhos de José Saraiva (1881–1962), um professor do ensino liceal, agnóstico e de formação positivista, e de sua mulher (casados em Lisboa, em 8 de novembro de 1913) Maria da Ressurreição Baptista (Donas, Fundão, 9 de março de 1883 — Mercês, Lisboa, 18 de agosto de 1961), uma católica devota. Era irmão mais velho do historiador José Hermano Saraiva, de quem sempre foi muito próximo. A sua família transferiu-se de Leiria para Lisboa, tinha António José Saraiva 15 anos.
Finalizou os estudos liceais no Liceu Gil Vicente. Estudou na Faculdade de Letras da Universidade de Lisboa onde se doutorou em Filologia Românica, em 1942, com a tese Gil Vicente e o Fim do Teatro Medieval.
A 16 de outubro de 1943, casou na igreja paroquial de Santa Maria de Belém (igreja do Mosteiro dos Jerónimos), em Lisboa, com Maria Isabel da Silva Granate Lopes de Paula (Santa Maria de Belém, Lisboa, 4 de setembro de 1920 – Alcântara, Lisboa, 4 de dezembro de 2014), professora do ensino secundário, filha de Virgílio Marques Lopes de Paula (Santa Catarina, Lisboa, 3 de setembro de 1890 – 9 de junho de 1951), médico da Presidência da República, fundador e treinador do Clube de Futebol Os Belenenses e dirigente da Federação Portuguesa de Futebol, e de Alda Hortense Guimarães Granate Lopes de Paula, natural de Lisboa (freguesia de Santo André, posteriormente freguesia da Graça). Do casamento nasceram três filhos: António Manuel, José António (mais tarde jornalista) e Pedro António Saraiva. Os dois divorciaram-se por sentença transitada em julgado a 10 de novembro de 1975, no entanto, já viriam separados desde 1958.
Em Lisboa conhece Óscar Lopes, com quem escreverá, em coautoria, a História da Literatura Portuguesa, publicada pela 1.ª vez em 1955.
Opositor ao salazarismo, foi militante do Partido Comunista Português. A sua posição política levou à sua expulsão do ensino universitário, passando a lecionar no liceu onde o pai era reitor, o liceu Passos Manoel. No entanto, em 1949, é demitido por apoiar a candidatura de Norton de Matos e por pertencer ao PCP.
Apoiou a candidatura do general Norton de Matos à Presidência da República, em 1949. Nesse ano foi preso e impedido de ensinar. Durante os anos seguintes, viveu exclusivamente das suas publicações e da colaboração em jornais e revistas, nomeadamente no semanário Mundo Literário (1946-1948) e na revista Litoral (1944-1945).
Exilou-se na França em 1961, tendo em 1970 ido viver para os Países Baixos, onde, por empenho do seu antigo aluno e escritor José Rentes de Carvalho, leccionou na Universidade de Amsterdão. Regressado a Portugal, após o 25 de Abril, tornou-se professor catedrático da Faculdade de Ciências Sociais e Humanas da Universidade Nova de Lisboa e depois da Faculdade de Letras da Universidade de Lisboa. Em 1978, apresentou na RTP1 o programa de História de Portugal Este Portugal Que Somos.
António José Saraiva publicou uma vastíssima e importante obra, considerada uma referência nos domínios da história da literatura e da história da cultura portuguesas, amadurecida quer na edição de obras e no estudo de autores individualizados (Camões, Correia Garção, Cristóvão Falcão, Almeida Garrett, Alexandre Herculano, Fernão Lopes, Fernão Mendes Pinto, Gil Vicente, Eça de Queirós, Oliveira Martins), quer através da publicação de obras de grande fôlego como a História da Cultura em Portugal ou, de parceria com Óscar Lopes, a História da Literatura Portuguesa.
Foi também sobrinho, pelo lado da mãe, de José Maria Hermano Baptista, militar centenário (1895-2002, viveu até aos 107 anos)., o último veterano português sobrevivente que combateu na Primeira Guerra Mundial.
Morreu a 17 de março de 1993, na sede da Associação Portuguesa de Escritores, na freguesia da Lapa, em Lisboa, a meio do discurso de agradecimento do Prémio Ensaio do Penclube Português, pela sua obra "A Tertúlia Ocidental", em frente da plateia que o escutava, não tendo resistido à emoção sentida ao falar do seu pai.

## Obras
- (1938) Ressonância dos Descobrimentos na Actividade Estética Portuguesa no Século XVI
- (1942) Gil Vicente e o Fim do Teatro Medieval
- (1945) Para a História da Cultura em Portugal: Ensaios
- (1946) Ideais de Eça de Queiroz: Ensaios
- (1947) A Escola: Problema central da nação
- (1949) História da literatura portuguesa
- (1949) A Obra de Júlio Diniz e a Sua Época
- (1949) Herculano e o Liberalismo em Portugal: Os problemas morais e culturais da instauração do regime
- (1950) História da Cultura em Portugal (co-autor Luís de Albuquerque)
- (1952) Fernão Lopes, Tabelião Geral
- (1952) O Caprichismo Polémico do Sr. António Sérgio
- (1954) O Humanismo em Portugal
- (1956) A Inquisição Portuguesa
- (1958) Fernão Mendes Pinto ou a Sátira Picaresca da Ideologia Senhorial
- (1959) Luís de Camões
- (1960) Fernão Lopes
- (1960) Dicionário Crítico de Algumas Ideias e Palavras Correntes
- (1961) Os Lusíadas, o Quixote e o Problema da Ideologia Oca
- (1961) Para a História da Cultura em Portugal
- (1966) Literaturas Portuguesa, Brasileira e Galega
- (1967) Le père Antonio Vieira S.J. et la question de l'esclavage des noirs au XVIIe siècle
- (1969) Sur le texte de la tradition épique d'Afonso Henriques
- (1969) Inquisição e Cristãos-Novos(Publicado em língua inglesa com  o título "The Marrano Factory : The Portuguese Inquisition and Its New Christians, 1536-1765")
- (1970) Maio e a crise da civilização burguesa
- (1970) Les quatre sources du discours ingénieux dans les sermons du Pe. António Vieira
- (1971) Le discours ingénieux
- (1971) Breve historia de la literatura portuguesa
- (1971) O Autor da Narrativa da Batalha do Salado e a Refundição do Livro do Conde D. Pedro
- (1974) Ser ou não Ser Arte
- (1977) Raíz & Utopia : Crítica e alternativas para uma civilização diferente
- (1979) A Épica Medieval Portuguesa
- (1980) Un Sancho Pança portugais en Extreme-Orient
- (1980) Filhos de Saturno: escritos sobre o tempo que passa
- (1980) A "Fábrica" d'Os Lusíadas
- (1982) A Cultura em Portugal: Teoria e história
- (1985) Iniciação na Literatura Portuguesa
- (1985) Inquisição e Cristãos Novos[16][17]
- (1990) Poesia e Drama: Bernardim Ribeiro, Gil Vicente, Cantigas de amigo
- (1990) O Crepúsculo da Idade Média em Portugal
- (1991) A Tertúlia Ocidental: Estudos sobre Antero de Quental, Oliveira Martins, Eça de Queiroz e outros
- (1992) História e Utopia: Estudos sobre Vieira
- (1992) Estudos Sobre a Arte d'Os Lusíadas
- (1993) Cultura / Seguido de Entrevista Conduzida por Leonor Curado Neves